# 馬特·多内
馬特·多内（英語：Matt Done；1988年7月22日—）是一位在英格蘭出生的威爾士足球運動員。在場上的位置是邊鋒或前鋒。他現在效力於英格蘭足球甲級聯賽球隊謝菲爾德聯足球俱樂部。

## 外部連結
- 足球数据库：馬特·多内的球员统计数据